# Peter Jackson (rendező)
Sir Peter Robert Jackson, ONZ, KNZM, (Wellington, 1961. október 31. –) háromszoros Oscar-, kétszeres Golden Globe-, négyszeres BAFTA-, valamint kétszeres Emmy-díjas új-zélandi filmrendező, producer és forgatókönyvíró, a 21. századi mozi egyik legnagyobb hatású alakja. Már pályája kezdetén sikereket ért el, a tényleges világhírnevet azonban az ezredforduló hozta meg számára: 1999-ben, hosszú előkészítést követően hozzáfogott J. R. R. Tolkien megfilmesíthetetlennek tartott műve, A Gyűrűk Ura adaptációjához. A regényen alapuló filmsorozat első részét 2001 decemberében mutatta be. A sorozat három epizódját megszakítás nélkül készítette 2003-ig, az utolsó epizódot, a Király visszatért, mellyel számos addigi rekordot megdöntött mind bevételek, mind szakmai sikerek tekintetében, 2003 decemberében debütáltatta. Több, eltérő témájú munkája után aztán ismét visszatért Tolkien világához és 2012–2014-ben bemutatta a Hobbit-sorozatot, mely a Gyűrűk Ura cselekménye előtti eseményeket dolgoz fel és szintén az angol író egy azonos című regényén alapszik. Élettársa, egyben állandó munkatársa Fran Walsh háromszoros Oscar-díjas új-zélandi forgatókönyvíró, filmproducer.

## Pályája
1976-ban, a kis Peter barátaival készítette el első rövidfilmjeit, amelyek már magukban hordták a későbbi nagy rendező jellemző vonásait: igen hatásos effekteket, nagyon alacsony áron. Például a Második világháború című kisfilmjében a tüzet úgy szimulálta, hogy kiégette a celluloidot, így imitálta a valós effektet. 17 évesen az iskola helyett a filmiparban szeretett volna tapasztalatokat szerezni, de mivel nem sikerült munkához jutni, fényképész gyakornok lett.
Az első lépés a rendezői pályáján egy gyerek-filmfesztivál volt, amelyen sajnos nem nyert. Később szerzett egy 16 mm-es kamerát, és egy sci-fi rövidfilm forgatásába kezdett, melyből három évvel később, saját pénzéből 75 perces játékfilmet készített Bad Taste címmel. A forgatás és a filmkészítés négy évig tartott, egy használt 250 dolláros kamerával. Egyik barátja a filmiparban dolgozott, így sikerült elérniük, hogy a mozit elvihesse Cannes-ba. Az alkotás hamarosan nagy siker és igazi kultuszfilm lett, köszönhetően bizarr humorának, a különleges effektusoknak, és az amatörizmusból származó némi realizmusnak.
1992-ben végleg befutott a Hullajó c. horrorparódia révén, melyre a fekete humor és a groteszk jelenetek jellemzőek.
Következő filmjét, a Mennyei teremtményeket, az akkor 18 éves Kate Winslettel forgatta, s ez a film alapozta meg a fiatal Kate későbbi filmes karrierjét. A film megkapta a Velencei Filmfesztiválon az Ezüst Oroszlán-díjat. Következő filmjén a már Parkinson-kóros Michael J. Foxszal forgatott együtt, akin már annyira elhatalmasodott a betegség, hogy folyamatosan meg kellett szakítaniuk a forgatást. A kritikusok véleménye: "Komédiához túl kemény, horrorhoz pedig túl vicces..."
És végül a film, mely a legendás rendezők körébe emelte, nem más, mint A Gyűrűk Ura. A filmet másfél éven keresztül forgatták Új-Zéland gyönyörű tájain remek színészekkel, de az utómunkálatok is éveket vettek igénybe. Az első részt, A Gyűrű Szövetségét 2001-ben mutatták be a mozik, ekkor még nem a rendező hazájában volt a premier, de A király visszatér premierje már az új-zélandi Wellingtonban volt. 2005-ben már ugyancsak Új-Zélandon forgatott, Naomi Wattsszal, hőn szeretett filmjén, a King Kongon. A film sikere ugyan nem tudta felülmúlni A Gyűrűk Ura-trilógiáét, de minden kritikus egyhangúlag nyilatkozta, hogy remek alkotás került ki a kezei közül.

## Filmográfia
| 2014 | A hobbit: Az öt sereg csatája    | The Hobbit: The Battle of the Five Armies         |  |  |  |
| 2013 | A hobbit: Smaug pusztasága       | The Hobbit: The Desolation of Smaug               |  |  |  |
| 2012 | A hobbit: Váratlan utazás        | The Hobbit: An Unexpected Journey                 |  |  |  |
| 2011 | Tintin kalandjai                 | The Adventures of Tintin                          |  |  |  |
| 2009 | Komfortos mennyország            | The Lovely Bones                                  |  |  |  |
| 2009 | District 9                       | District 9                                        |  |  |  |
| 2007 | Vaskabátok                       | Hot Fuzz                                          |  |  |  |
| 2005 | King Kong                        | King Kong                                         |  |  |  |
| 2003 | A Gyűrűk Ura: A király visszatér | The Lord of the Rings: The Return of the King     |  |  |  |
| 2002 | A Gyűrűk Ura: A két torony       | The Lord of the Rings: The Two Towers             |  |  |  |
| 2001 | A Gyűrűk Ura: A Gyűrű Szövetsége | The Lord of the Rings: The Fellowship of the Ring |  |  |  |
| 1996 | Törjön ki a frász!               | The Frighteners                                   |  |  |  |
| 1994 | Mennyei teremtmények             | Heavenly Creatures                                |  |  |  |
| 1992 | Hullajó                          | Braindead                                         |  |  |  |
| 1987 | Ízlésficam                       | Bad Taste                                         |  |  |  |

## Érdekességek
Mozijaiban észrevehető egy nagy érdekesség: a legtöbb filmjében cameo-alakításokban tűnik fel. Hullaházi asszisztens a Hullajóban, hajléktalan a Mennyei teremtményekben, haver a Törjön ki a frász!-ban, sárgarépát evő részeg ember A Gyűrű Szövetségében, a Pajkos Póni közelében, A két torony-ban a Helm-szurdoki jelenetben dárdavető várvédő katonát alakít, A király visszatér-ben pedig egy kalózt, akit a bővített változatban Legolas lenyilaz.